# Francesca Biagini
Francesca Biagini (31 de julho de 1973) é uma matemática italiana e alemã, especialista em matemática financeira, cálculo estocástico e teoria das probabilidades. Tópicos em suas pesquisas incluem movimento browniano fracionário e otimização de portfólio para inside traders. É professora de matemática aplicada e vice-presidente de assuntos internacionais e diversidade na Universidade de Munique,  e presidente da Bachelier Finance Society.

## Formação e carreira
Biagini foi estudante do ensino médio em Pistoia e obteve uma laurea em matemática em 1996 na Universidade de Pisa, sob a orientação de Margherita Galbiati. Obteve um doutorado em 2001 na Escola Normal Superior de Pisa, com a tese Quadratic hedging approach for interest rate models with stochastic volatility, supervisionada por Maurizio Pratelli.
Foi professora assistente na Universidade de Bolonha de 1999 a 2005, quando se mudou para a Universidade de Munique como professora associada. Depois de recusar uma oferta para se tornar professora catedrática da Universidade de Hanôver em 2008, recebeu uma cátedra como professora titular de matemática aplicada na Universidade de Munique em 2009.

## Livros
Com Massimo Campanino, Biagini é co-autora de Elementi di Probabilità e Statistica (Springer, 2005), um livro texto em italiano sobre teoria das probabilidades e estatística traduzido para o inglês como Elements of Probability and Statistics: Introduction to Probability with the De Finetti's Approach and to Bayesian Statistics (Springer, 2016). Com Yaozhong Hu, Bernt Øksendal e Tusheng Zhang, é co-autorr da monografia Stochastic Calculus for Fractional Brownian Motion and Applications (Springer, 2008).

## Reconhecimento
Biagini recebeu o Princess Therese of Bavaria Prize, um prêmio para mulheres científicas de destaque da Universidade de Munique, em 2019.